# Bandy
Pour les articles homonymes, voir Bandy (homonymie) et hockey russe.

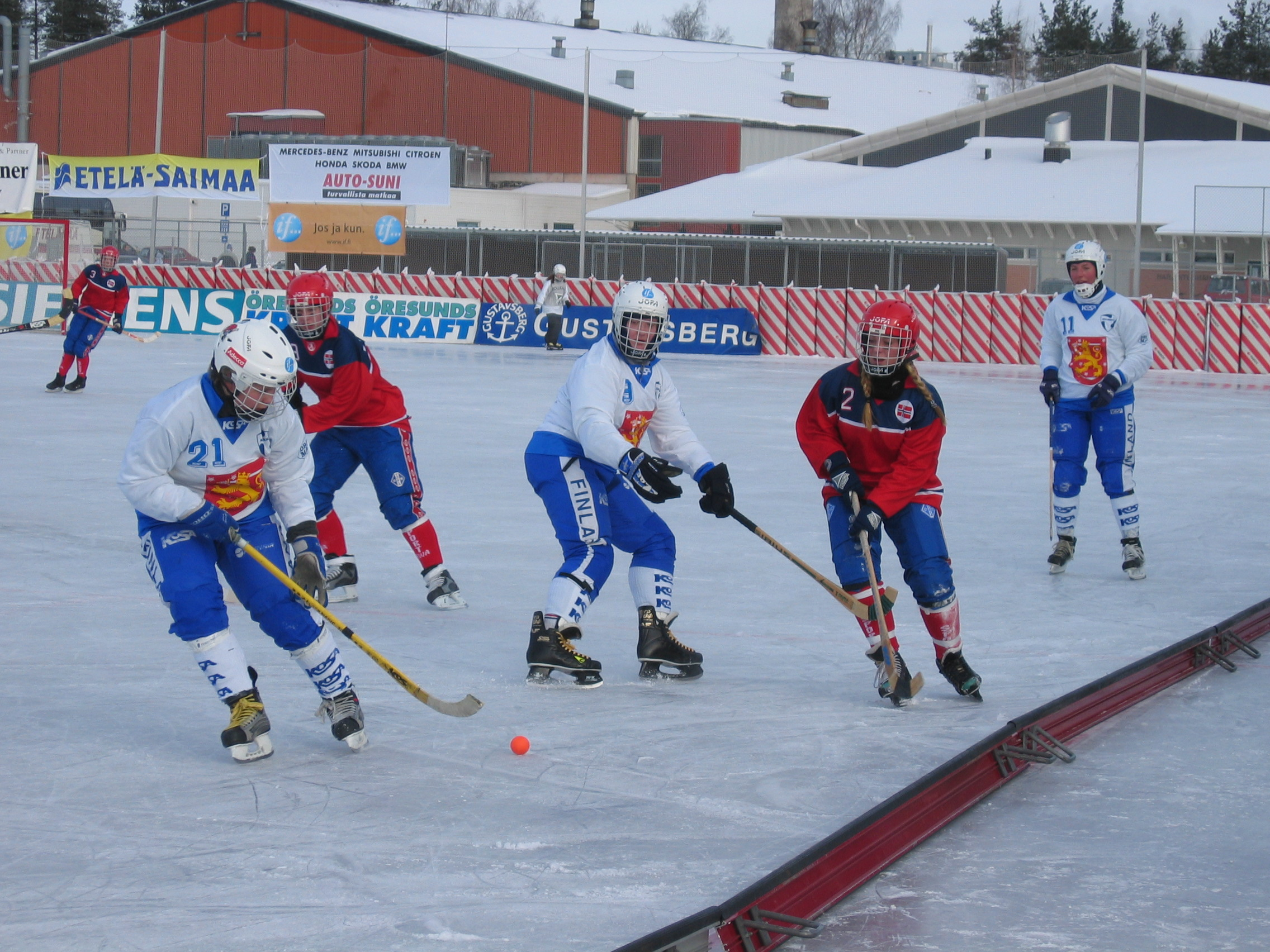
Match féminin.

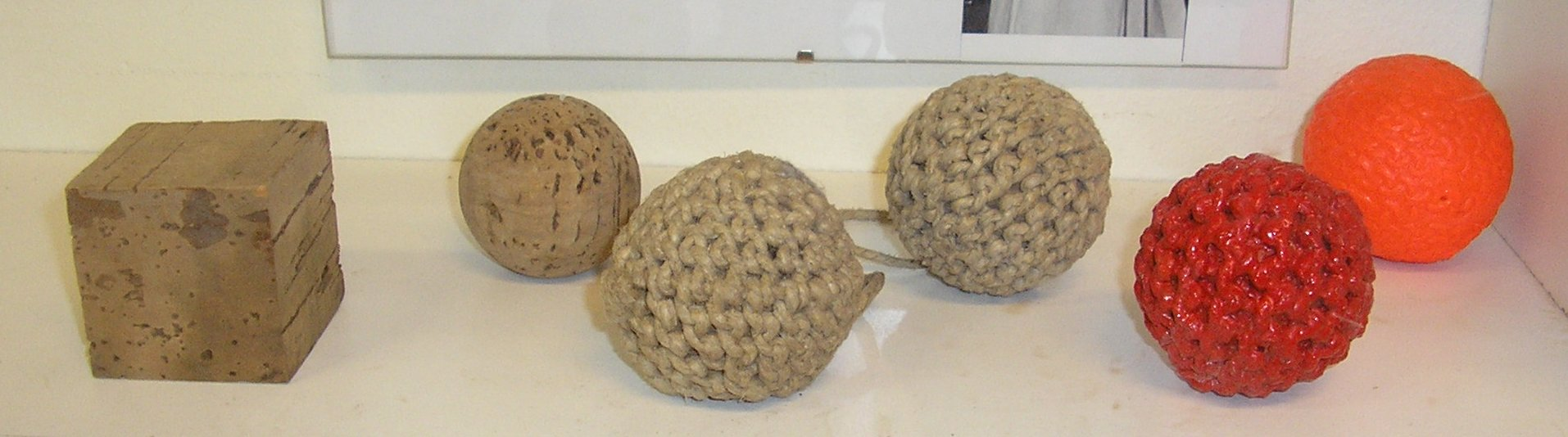
Étapes de la fabrication d'une balle de bandy à partir d'un bloc de liège, à droite, une balle moderne en plastique orange.

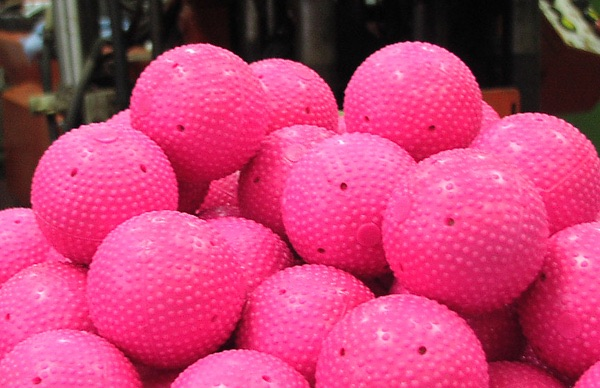
Il y a aussi des ballons cerises.

Le bandy, ou hockey russe, est un sport collectif, ancêtre du hockey sur glace.
Le bandy se pratique sur des terrains de football gelés. Chaque équipe compte onze joueurs sur le terrain (1 gardien et 10 joueurs). Les joueurs munis de patins se disputent à l'aide d'une crosse une petite balle de liège de couleur orange. Le système du hors-jeu est similaire à celui en usage au football. La partie dure deux fois quarante-cinq minutes avec une pause d'un quart d'heure entre les deux périodes. Le gardien n'a pas de crosse, il arrête les tirs à la main.

## Histoire
Le bandy est une forme de hockey sur glace jouée sur des « champs de glace » aux Pays-Bas dès le XVIe siècle, probablement avant. 

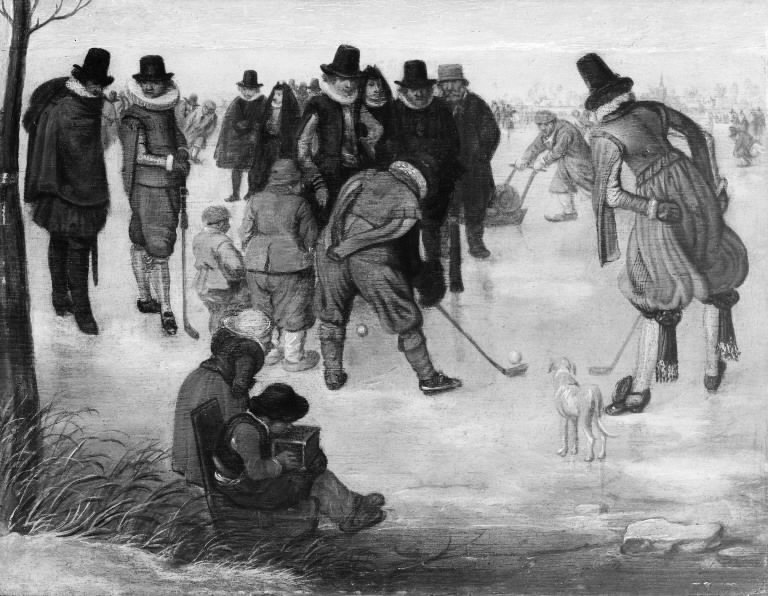
Huile sur panneau de bois, 1596-1605, Musée national des Beaux-Arts du Danemark, Copenhague.

Il fut certainement importé en Angleterre par les Hollandais. On y trouve trace du bandy au XVIIe siècle. Cette pratique populaire et informelle laissa fort peu de traces.
Dès le XIXe siècle, le jeu s'organise en Angleterre et répand le sport dans presque toute l'Europe continentale.
Le premier match officiel voit le jour à Crystal Palace, à Londres, en 1875.
À la fin du XIXe siècle, le bandy est exporté avec succès dans toute l'Europe du Nord et la Russie.
Puis, en 1908, la princesse Margaret de Connaught crée le premier club féminin de bandy.
Le bandy est un sport de démonstration aux Jeux olympiques d'hiver de 1952 à Oslo.
Dès le XIXe siècle, le jeu s'organise en Angleterre avec la mise en place d'une fédération (1891), d'un règlement unifié et de compétitions. À la fin du XIXe siècle, le bandy est exporté avec succès dans toute l'Europe du Nord et la Russie. Il est ainsi introduit en Suède en 1894[réf. nécessaire].

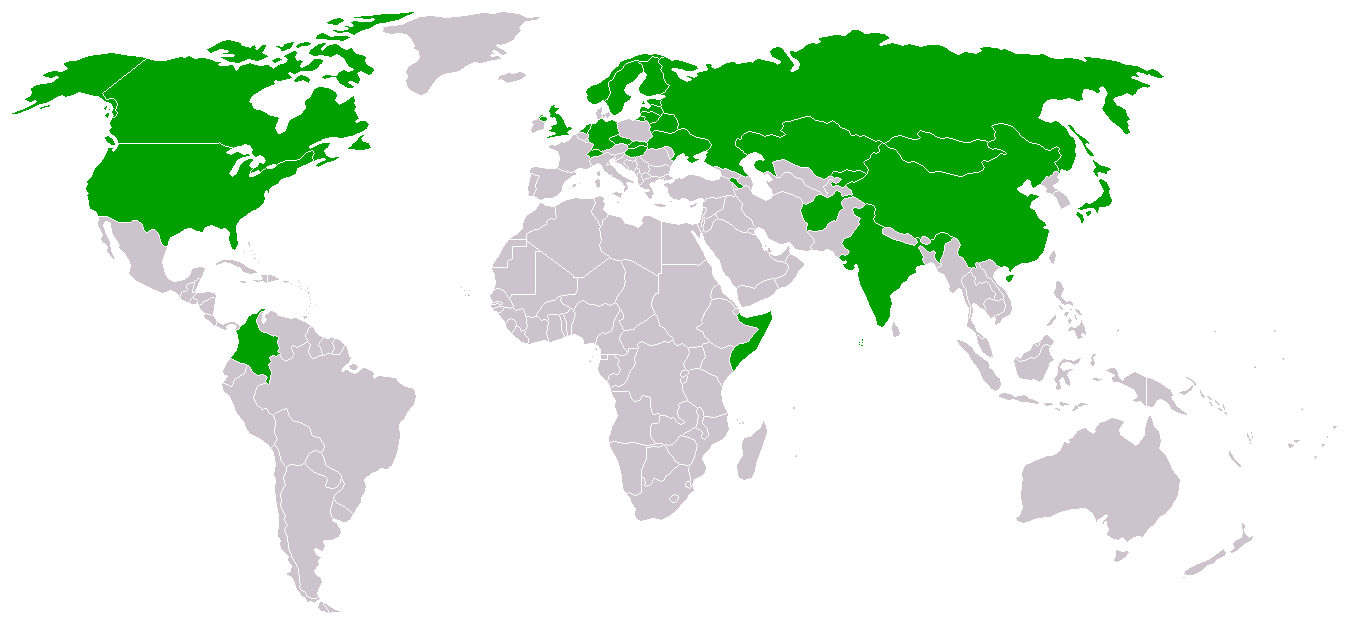
Nations affiliées à la fédération internationale de bandy.

La Fédération internationale de bandy est fondée le 12 février 1955 avec la participation de quatre fédérations nationales : Union soviétique, Finlande, Suède et Norvège. Un championnat du monde est mis en place à partir de 1957. En 2021, 27 fédérations nationales sont affiliées :
| Pays         | Année | Fédération nationale                     | Lien | Note                               |
| ------------ | ----- | ---------------------------------------- | ---- | ---------------------------------- |
| Angleterre   | 2010  | Bandy Federation of England              |      |                                    |
| Argentine    | 2008  | Bandy Federation of Argentine            |      |                                    |
| Arménie      | 2008  | Armenian National Federation of Bandy    |      |                                    |
| Australie    | 2006  | Australian Bandy Federation              |      |                                    |
| Biélorussie  | 1999  | Belarusian Bandy Federation              |      |                                    |
| Canada       | 1986  | Canada Bandy                             |      |                                    |
| Chine        | 2010  | Chinese Ice Hockey Association           |      |                                    |
| Estonie      | 2002  | Eesti Jääpalliliit                       |      |                                    |
| États-Unis   | 1981  | American Bandy Association               |      |                                    |
| Finlande     | 1955  | Suomen Jääpalloliitto                    |      | Membre fondateur                   |
| Hongrie      | 1988  | Magyar Bandy Szövetség                   |      |                                    |
| Inde         | 2002  | Bandy Federation of India                |      |                                    |
| Irlande      | 2006  | Bandy Federation of Ireland              |      |                                    |
| Italie       | 2003  | Federazione Italiana Bandy               |      |                                    |
| Japon        | 2011  | Japan Bandy Federation                   |      |                                    |
| Kazakhstan   | 1994  | Kazakhstan Bandy Federation              |      |                                    |
| Kirghizistan | 2004  | Bandy Federation of Kyrgyzstan           |      |                                    |
| Lettonie     | 2006  | Latvijas Bendija Federācija              |      |                                    |
| Lituanie     | 2008  | Lithuanian Bandy Association             |      |                                    |
| Mongolie     | 2002  | Bandy Federation of Mongolia             |      |                                    |
| Norvège      | 1955  | Norges Bandyforbund                      |      | Membre fondateur                   |
| Pays-Bas     | 1973  | Nederlandse Roller sports en Bandy Bond  |      |                                    |
| Pologne      | 2005  | Bandy Federation of Poland               |      |                                    |
| Russie       | 1992  | All Russian bandy federation             |      | Remplace l'URSS (Membre fondateur) |
| Serbie       | 2006  | Bandy Federation of Serbia               |      |                                    |
| Suède        | 1955  | Svenska Bandyförbundet                   |      | Membre fondateur                   |
| Suisse       | 2006  | Fédération de Suisse de Bandy            |      |                                    |
| Ukraine      | 2008  | Ukrainian Bandy and Rinkbandy Federation |      |                                    |

## Terrain

### Patinoire

Terrain de bandy

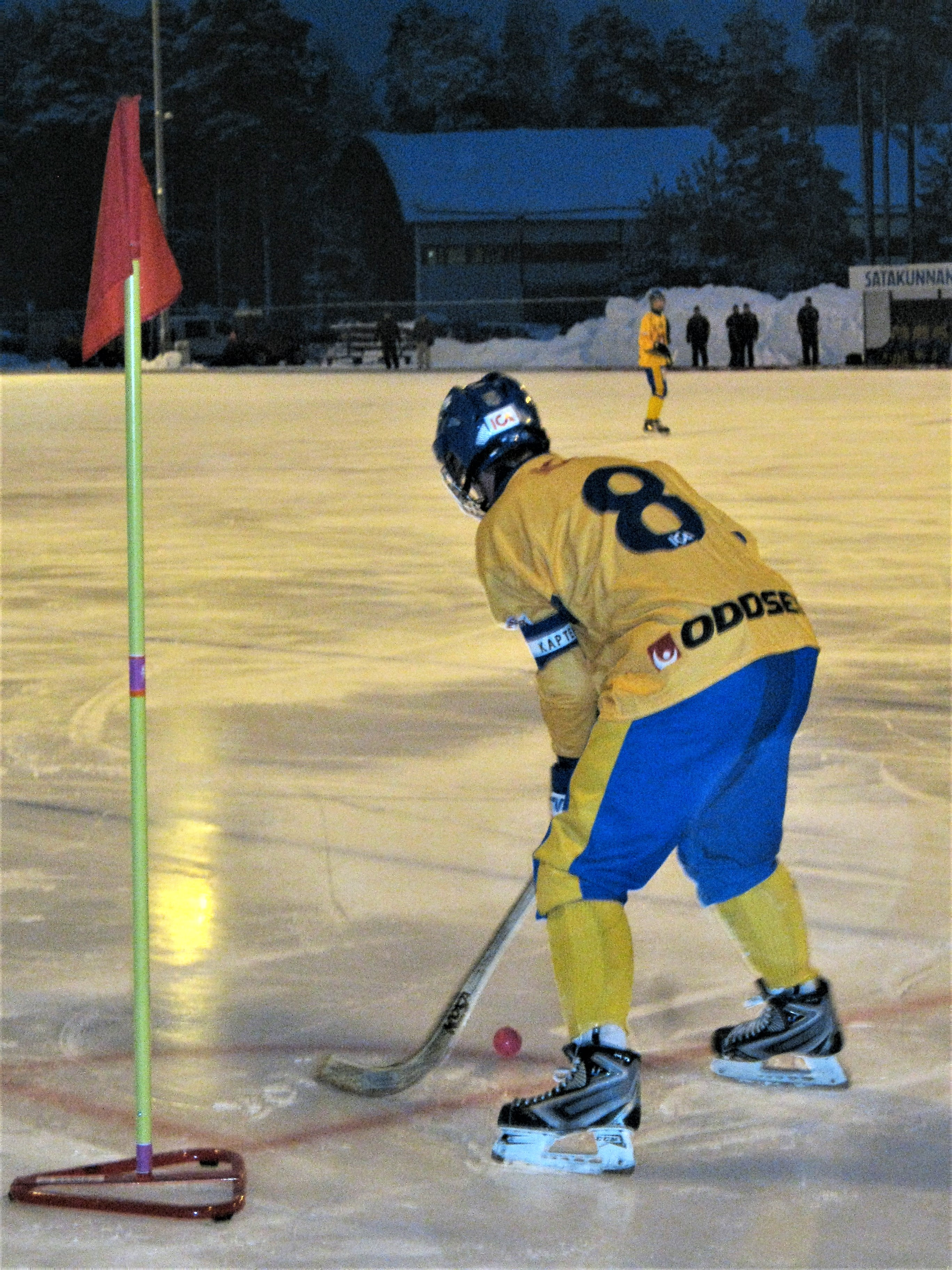
Un joueur suédois de moins de 17 ans de bandy sur un coin.

La taille d'un terrain de bandy est de 45 à 65 mètres de large sur 90 à 110 mètres de long, soit un total de 4 050 à 7 150 m2, environ la même qu'un terrain de football, considérablement plus grande qu'une patinoire de hockey sur glace. Sur le bout du terrain est situé un mur de glace de 15 cm pour empêcher la balle de quitter la glace. Il ne doit pas être attaché à la glace et doit se terminer à 1-3 mètres des coins.
Au centre de chaque ligne de cage est située une cage de 3,5 m de largeur et 2,1 m de hauteur en face de laquelle il y a une surface semi-circulaire avec de 17 m de rayon. Le point de penalty est situé à 12 mètres du but et il y a deux points de coup franc sur la ligne de la surface de réparation, chacun entouré d'un cercle de 5 m.
Le point central est au centre du terrain et est entouré par un cercle de 5 m de rayon. Une ligne de centre est tracée à travers le point central, parallèle avec les lignes de cages.
À chacun des coins, un quart de cercle de 1 m de rayon est tracé, et une ligne en pointillés parallèle aux lignes de cages est peinte à 5 mètres du quart de cercle sans se prolonger dans la surface de réparation. La ligne en pointillé peut être remplacée par une longue ligne de 0,5 mètre de largeur partant de la surface de réparation et se prolongeant vers la ligne de touche, à 5 mètres de la ligne de cage.

### Cages
Une cage mesure 2,10 mètres sur 3,50 mètres.
Le gardien ne possède pas de crosse. Il est autorisé à se jeter sur la glace pour arrêter la boule dans son secteur de pénalité (surface de 17 mètres de rayon, en face de la cage).
Les penaltys se jouent sur une distance de 12 mètres devant les cages.

## Joueur

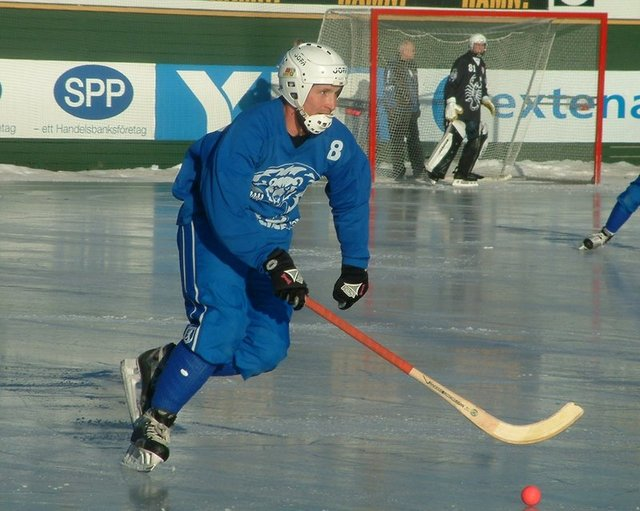
Le joueur de bandy Aleksandr Simonov à la coupe du monde 2006

### Crosses
La crosses utilisée dans le bandy est une partie naturelle de ce sport. La crosse doit être faite d'un matériau approuvé comme le bois ou un autre matériau similaire et elle ne doit pas contenir de métaux ou de pièces tranchantes qui peuvent blesser les joueurs environnants. La crosse de bandy doit être tordue et le coude de la lame est subdivisé en 5 dimensions différentes, la dimension 1 a la plus petite courbure et la dimension 5 a la plus grosse courbure. La dimension 4 est la taille la plus courante dans le bandy professionnel. La crosse de bandy ne doit pas avoir des couleurs similaires à la balle, comme l'orange ou rose, elle ne doit pas mesurer plus de 127 centimètres, et la largeur ne doit pas dépasser 7 cm.

### Équipement
L'équipement de base d'un joueur est composé : d'une paire de patins, d'un casque, d'un protège-dents et, dans le cas du gardien de but, une visière. Les équipes doivent porter des uniformes pour distinguer les deux équipes. Les patins et les crosses doivent être d'une autre couleur que la balle.
En plus de l'équipement mentionné ci-dessus, diverses protections sont utilisées pour protéger les genoux, les coudes, les organes génitaux et la gorge. Les pantalons et gants peuvent contenir du rembourrage.

## Règles

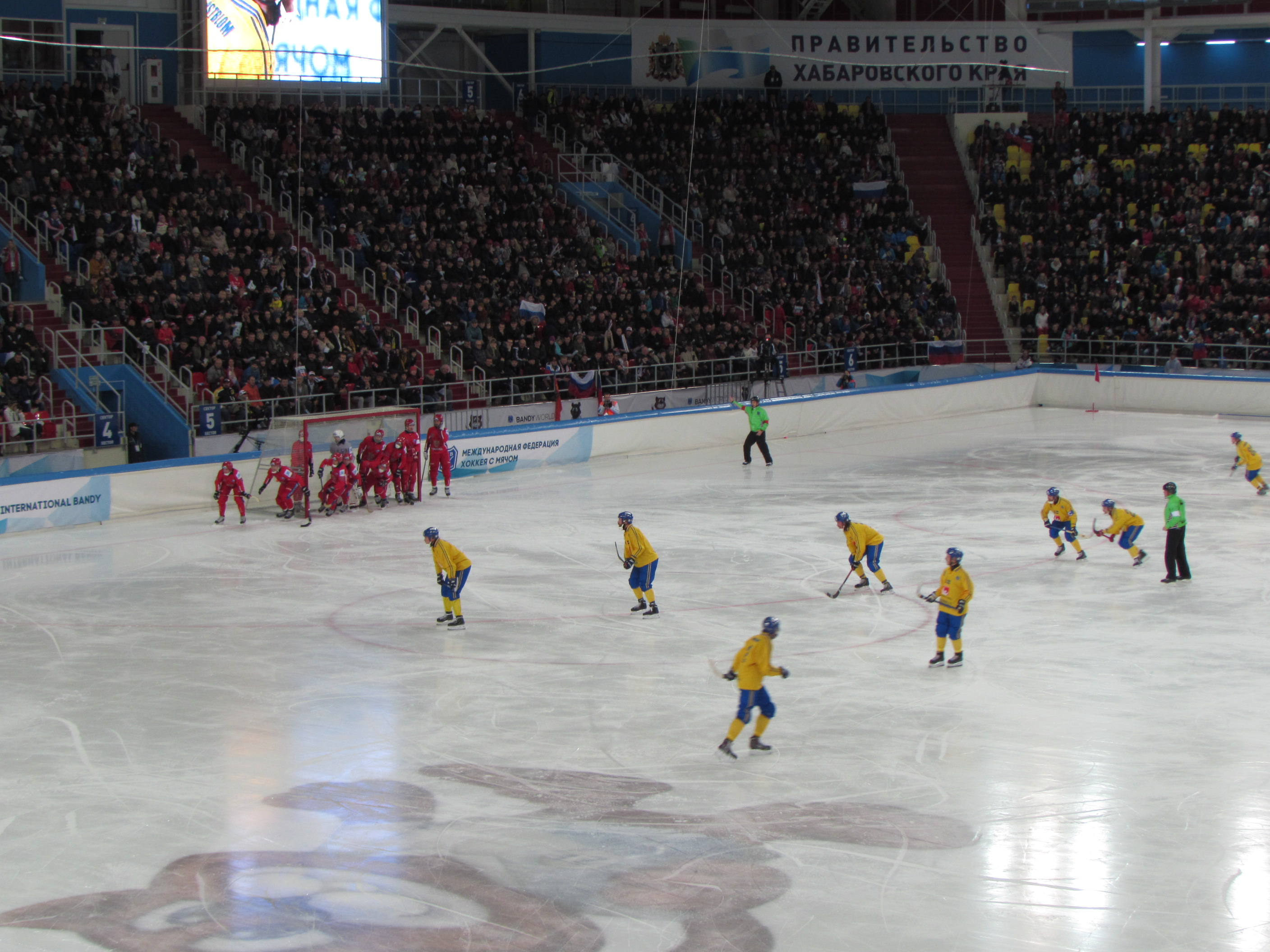
Finale de la Coupe du monde 2015 Russie - Suède.

### Cartons et pénalités
Une pénalité de dix minutes est indiquée par l'utilisation d'une carte bleue et peut être causée par protestation ou comportement incorrect, par attaque violente sur un adversaire ou par arrêt de la balle pour obtenir un avantage.
La troisième fois dans un match qu'un joueur reçoit une pénalité, il est exclu pour le reste du match. Un remplaçant peut entrer sur le terrain après cinq ou dix minutes. Une pénalité de match peut être reçue à cause d'un langage abusif ou par une attaque directe sur un adversaire et signifie que le joueur ne peut jouer ni être remplacé pour le reste du match. Une pénalité de match est indiquée par l'utilisation d'un carton rouge.

### Hors-jeu
La règle du hors-jeu limite la capacité des attaquants à rester à l'avant (plus près de la ligne de but de l'adversaire) que de la balle, du deuxième avant-dernier défenseur (ce qui peut inclure le gardien), et du milieu de terrain. Cette règle est en vigueur tout comme celle de l'association de football.

## Compétitions

### Championnats du monde
- Championnat du monde de bandy
- Championnat du monde de bandy féminin

### Championnats d'Europe
- Championnat d'Europe de bandy 1913
- Championnat d'Europe de 2013
- Championnat d'Europe de 2016

### Autres compétitions
- Universiade d’hiver d’Almaty 2017 : le bandy fait son apparition en tant que sport de démonstration[5].